# Panorama Trail
Le Panorama Trail est un sentier de randonnée américain situé dans la partie du parc national de Yosemite qui relève du comté de Mariposa, en Californie. Reliant Glacier Point au John Muir Trail, ce sentier long de 13,5 km est essentiellement tracé dans la Yosemite Wilderness.